# Boleszkowice (gemeente)
De gemeente Boleszkowice is een landgemeente in Polen. Aangrenzende gemeenten:
- Dębno (powiat Myśliborski)
- Mieszkowice (powiat Gryfiński)

in Lubusz:
- Kostrzyn nad Odrą (miejska) (powiat Gorzowski)

De gemeente grenst tevens aan Duitsland.
De zetel van de gemeente is in het dorp Boleszkowice.
De gemeente beslaat 11,0% van de totale oppervlakte van de powiat.

## Demografie
Stand op 30 juni 2004:
| Omschrijving                   | Totaal | Totaal | Vrouwen | Vrouwen | Mannen | Mannen |
| ------------------------------ | ------ | ------ | ------- | ------- | ------ | ------ |
| eenheid                        | aantal | %      | aantal  | %       | aantal | %      |
| inwoners                       | 2916   | 100    | 1461    | 50,1    | 1455   | 49,9   |
| bevolkingsdichtheid (inw./km²) | 21,7   | 21,7   | 10,8    | 10,8    | 10,8   | 10,8   |

De gemeente heeft 4,3% van het aantal inwoners van de powiat. In 2002 bedroeg het gemiddelde inkomen per inwoner 1495,9 zł.

## Plaatsen
- Boleszkowice (Duits Fürstenfelde, stad 1337-1972, nu dorp)

Administratieve plaatsen (sołectwo) van de gemeente Boleszkowice:
- Chlewice, Chwarszczany, Gudzisz, Kaleńsko, Namyślin, Porzecze, Reczyce en Wysoka.

Overige plaatsen: Wielopole, Wierutno, Wyszyna.